# Thomasia pauciflora
Thomasia pauciflora är en malvaväxtart som beskrevs av John Lindley. Thomasia pauciflora ingår i släktet Thomasia och familjen malvaväxter. Inga underarter finns listade i Catalogue of Life.